# Gare de Grovane
La gare de Grovane est une ancienne gare des lignes du Setesdal et du Sørland. Elle se situe dans la commune de Vennesla, comté d'Agder.

## Histoire
La gare a été mise en service en 1896, la même année que la ligne du Setesdal. La ligne était à voie étroite.
Le 14 mai 1938, la ligne du Sørland remplace la ligne du Setesdal entre Grovane et Kristiansand, c'est-à-dire que la voie étroite (1067 mm) fut remplacée par une voie à écartement standard (1435mm).

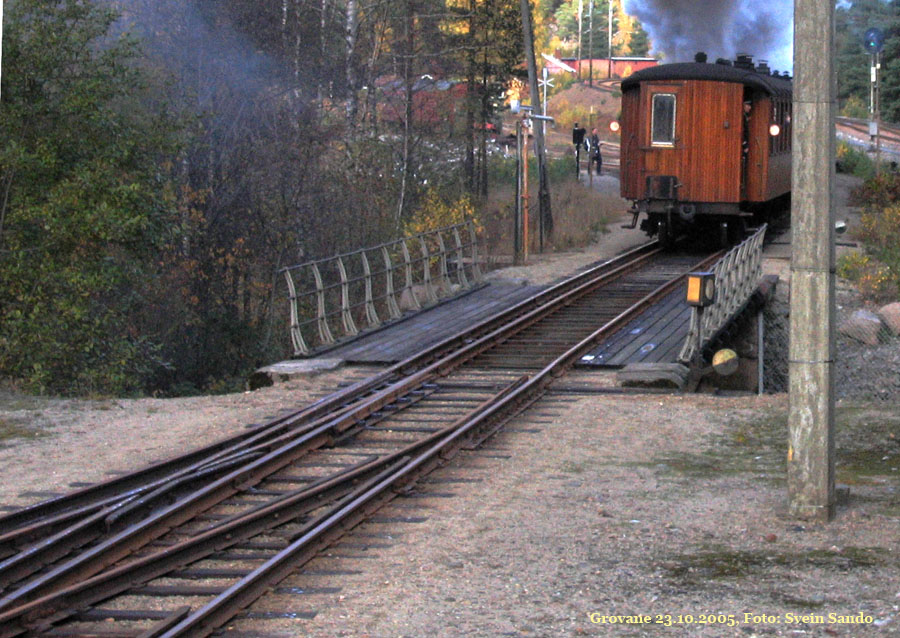
Un train touristique entrant en gare de Grovane

Le 22 juin 1938, la section Nelaug - Grovane est mise en service : la ligne, d'Oslo à Kristiansand est alors entièrement à écartement standard.
La ligne du Setesdal se retrouve donc raccourcie et Grovane en devient un terminus. Des travaux furent faits dès 1937 afin de pouvoir faire les échanges nécessaires aussi bien pour les voyageurs que pour les marchandises.
Lorsque la ligne du Setesdal fut abandonnée en 1962, une association se mit en place (1964) pour sauvegarder le matériel Hobbyklubben et créer un musée ferroviaire.
Mais en 1969, la gare est fermée et plus aucun train ne s'y arrête et l'association n'eut plus le droit de continuer son travail.

## Patrimoine ferroviaire
En 1994, la gare est détruite lors d'un incendie, mais elle est reconstruite en 1996 pour devenir un musée.